# Thomas Giesen
Thomas Giesen (* 1946 in Koblenz) ist ein deutscher Jurist und war von 1992 bis 2003 Sächsischer Datenschutzbeauftragter.

## Leben
Von 1968 bis 1972 studierte er in Bonn Rechtswissenschaften und Philosophie. Danach war er bis 1975 Referendar im Bezirk des Oberlandesgerichts Koblenz. Von 1975 bis 1990 war er als Rechtsanwalt in Koblenz tätig. 1990 und 1991 war er Abteilungsleiter im Sächsischen Landwirtschaftsministerium und anschließend Leiter des Aufbaustabes Datenschutz in der Sächsischen Staatskanzlei. Dieser Tätigkeit folgten 1991 und 1997 die Wahl bzw. Wiederwahl zum Sächsischen Datenschutzbeauftragten durch den Sächsischen Landtag. Im Jahr 1993 promovierte er an der Universität Mainz über ein organisationsrechtliches Thema.
In den Jahren 2004 und 2005 war er als EU-Berater in Lettland tätig. Im Jahr 2005 war er zudem Mitglied der Expertenkommission Verwaltungsreform zur Erarbeitung von Vorschlägen zur Neuordnung der Verwaltung im Freistaat Sachsen. Danach ließ er sich als Rechtsanwalt in Dresden nieder mit dem Schwerpunkt auf öffentlichem Recht sowie Strafrecht.
Am 26. Mai 2005 wurde ihm von Landtagspräsident Erich Iltgen für den „Aufbau der Strukturen und der Schaffung der gesetzlichen Grundlagen für den Datenschutz im Freistaat“ die Sächsische Verfassungsmedaille verliehen.
Er ist der Bruder des Diplomaten Richard Giesen und Onkel von dessen Sohn, dem Rechtswissenschaftler Richard Giesen.